# Faculdade de Comunicação da Universidade Federal da Bahia
A Faculdade de Comunicação da Universidade Federal da Bahia (FACOM) é a escola de ensino superior da UFBA dedicada ao ensino de Comunicação Social. Desde 2000, a Faculdade de Comunicação tem sede no campus de Ondina da Universidade, no prédio do antigo Restaurante Universitário. Anteriormente, ocupava um prédio no campus do Vale do Canela, vizinho à Escola de Música, e onde hoje está localizado o Instituto de Saúde Coletiva. Oferta dois cursos de graduação: o de Jornalismo e Comunicação com habilitação em Produção em Comunicação e Cultura.